# Martina Walther
Martina Walther   (Zeulenroda, 5 d'octubre de 1963) és una ex-remadora alemanya que va competir sota bandera de la República Democràtica Alemanya durant la dècada de 1980.
El 1988 va prendre part en els Jocs Olímpics de Seül, on guanyà la medalla d'or en la competició del quatre amb timoner del programa de rem. Formà equip amb Gerlinde Doberschütz, Carola Hornig, Sylvia Rose i Birte Siech. En el seu palmarès també destaquen tres medalles de plata i una de bronze al Campionat del món de rem.